# Pygopleurus psilotrichius psilotrichius
Pygopleurus psilotrichius psilotrichius es una subespecie de coleóptero de la familia Glaphyridae.

## Distribución geográfica
Habita en Irán y Turquía.